# Jean Baudrillard
Jean Baudrillard (pronuncia IPA: [ʒɑ̃ bo.dʀi.jaʀ]; Reims, 27 luglio 1929 – Parigi, 6 marzo 2007) è stato un sociologo, filosofo, politologo e saggista francese.
È noto soprattutto per le sue analisi dei media, della cultura contemporanea e della comunicazione tecnologica, nonché per la sua formulazione di concetti come l'iperrealtà. Baudrillard ha scritto su diversi argomenti, tra cui il consumismo, la critica della economia politica, la storia sociale, l'estetica, la politica estera occidentale e la cultura popolare. Tra i suoi lavori più noti ci sono La società dei consumi (1970), Della Seduzione (1978), Simulacri e simulazione (1981), America (1986) e La guerra del Golfo non ha avuto luogo (1991). Il suo lavoro è spesso associato al postmodernismo e in particolare al post-strutturalismo. Tuttavia, Baudrillard si era opposto anche al post-strutturalismo e aveva preso le distanze dal postmodernismo.

## Biografia
Baudrillard nasce a Reims, il 27 luglio 1929. I suoi nonni erano contadini mentre i suoi genitori dipendenti pubblici. Mentre frequentava il liceo venne a contatto con la patafisica, grazie a Emmanuel Peillet, che sarà cruciale nel pensiero filosofico di Baudrillard. Diventò il primo della famiglia a frequentare l'università e si trasferì a Parigi per frequentare la Sorbona. Lì studiò la lingua e la letteratura tedesche che insegnerà, dal 1960 al 1966, in molti licei di Parigi e provincia. Durante il periodo di insegnamento, Baudrillard iniziò a pubblicare recensioni di letteratura e a tradurre i lavori di autori come Peter Weiss, Bertolt Brecht, Karl Marx, Friedrich Engels e Wilhelm Emil Mühlmann.
Critico e teorico della postmodernità e la società simulacro, viene spesso accostato a Gilbert Durand, Edgar Morin e Michel Maffesoli. È pure vicino a Roland Barthes e influenzato da Marshall McLuhan. Fu uno dei fondatori della rivista Utopie (1967-1980), insegnante all'Università di Parigi X Nanterre e direttore scientifico all'Università di Parigi IX Dauphine (1986-1990).
La sua filosofia, fondata sulla critica del pensiero scientifico tradizionale e sul concetto di virtualità del mondo apparente, l'ha portato a diventare satrapo del Collège de 'Pataphysique nel 2001. È stato membro dell'istituto di ricerca sull'innovazione sociale al Centro nazionale della ricerca scientifica, ha insegnato presso la European Graduate School in Svizzera e ha scritto molti articoli e critiche per la stampa. Egli sostenne che le tendenze sociologiche contemporanee, come ad esempio le commemorazioni, le donazioni di massa per le vittime di tsunami e altri eccessi, non siano altro che i mezzi osceni dell'estensione totalitaria del Bene finalizzata ad ottenere una coesione sociale.

## Pensiero
Nei primi libri (Il sistema degli oggetti, Per una critica dell'economia politica del segno e La società dei consumi) Baudrillard si focalizza sul fenomeno del consumismo e sui diversi modi in cui i beni vengono effettivamente consumati. L'ottica è, in queste opere, solo parzialmente legata al Marxismo e la differenza con Marx sta principalmente nel ritenere che non sia la produzione il motore e il protagonista della società capitalista, ma il consumo. In verità per Marx, nella Introduzione del 1857 a Per la critica dell'economia politica, «la produzione è immediatamente anche consumo», ma Baudrillard attribuisce a questo aspetto un significato comunque diverso.
Baudrillard arriva a questa conclusione criticando il concetto marxiano di valore d'uso. Nella sua visione sia Marx che Adam Smith, parlando di bisogni naturali (o autentici) e di usi originari (o naturali) degli oggetti, hanno supposto una relazione troppo lineare e ingenua tra questi. E così Baudrillard argomenta (con Georges Bataille) che i bisogni naturali dell'uomo sono già costruiti e niente affatto innati. Ogni acquisto porta con sé un significato sociale e così la merce (ciò che viene acquistato) si presenta sempre come feticcio (sia come oggetto, sia come simbolo). Gli oggetti, in questo senso, veicolano sempre un messaggio per chi li utilizza. Dicendo che il consumo è più importante della produzione sottolinea che l'origine e la costruzione (ideologicamente determinate) dei bisogni stanno a monte di una produzione che poi viene incontro a questi.
Baudrillard descrive quattro tipi fondamentali di valore per gli oggetti:
1. Valore funzionale: il valore coincide con la funzione o lo scopo materiale dell'oggetto. Una penna che scriva, un frigorifero che raffreddi il cibo;
2. Valore di scambio: il valore economico. Una penna può equivalere a tre matite, un frigorifero equivale a un salario di tre mesi;
3. Valore simbolico: quel valore che il soggetto possessore assegna al bene in relazione a un altro soggetto. Ad esempio una certa penna è (significa) il regalo per la promozione e un diamante è (indica) un fidanzamento.
4. Valore segnico: che esiste unicamente all'interno di un sistema di altri oggetti. Un diamante non ha alcuna funzione (o utilità) ma veicola un valore sociale, il gusto o la classe sociale di chi lo possiede.

Successivamente nel pensiero del sociologo francese si è mantenuta la distinzione tra valore segnico (legato allo scambio di beni e di utilità) e valore simbolico (legato al concetto di dono di Marcel Mauss).

## Influenza culturale
Secondo i realizzatori della trilogia cinematografica Matrix, la sua opera Simulacres et simulation ha avuto una fondamentale influenza sulla realizzazione di questi film.

## Opere
- Le Système des objets (1968)

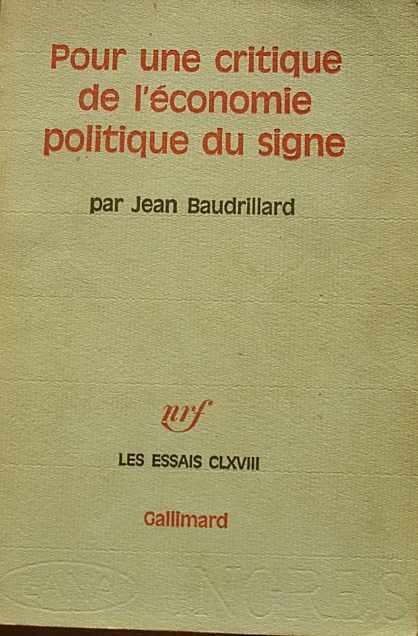
Copertina di Pour une critique de l'économie politique du signe

  - Il sistema degli oggetti, Bompiani, Milano 1972
- Pour une critique de l'économie politique du signe, Gallimard, Paris 1972;
  - trad. it. di Mario Spinella, Per una critica dell'economia politica del segno, Mazzotta, Milano 1974.
  - ed. it. a cura di Pierre Dalla Vigna, Per una critica dell'economia politica del segno, Mimesis, Milano-Udine 2012.
- La Société de consommation (1970);
  - La società dei consumi, il Mulino, Bologna 1976;
- Le Miroir de la production (1973)
  - Lo specchio della produzione
- Oublier Foucault, Galilée, Paris 1977;
  - trad. it. di Maria Grazie Camici, Dimenticare Foucault, a cura di Pietro Bellasi, Cappelli, Bologna 1977.
  - rist. anast. an. PGRECO, Milano 2014.
- A l'ombre des majorités silencieuses ou la fin du social, utopie, Fontenay-sous-Bois 1978; n. éd. Sens&Tonka, Paris 2005.
  - trad. it. di Maria Grazia Camici, rev. Pina Lalli, All'ombra delle maggioranze silenziose, ovvero la morte del sociale, Cappelli, Bologna 1978;
  - trad. it. e cura di Dario Altobelli, All'ombra delle maggioranze silenziose, ovvero la fine del sociale, Mimesis, Milano-Udine 2019.
- L'Échange symbolique et la mort, Gallimard, Paris 1976;
  - trad. it. di Girolamo Mancuso, Lo scambio simbolico e la morte, Feltrinelli, Milano 1979, rist. 1984; 1990; 2009; 2015.
- Della seduzione, SE, (1980, 1997)
- Le strategie fatali, Feltrinelli, (1984)
- Simulacres et Simulation (1981)
  - Simulacri e simulazione, 1985
- La Gauche divine, Grasset, Paris 1985;
  - trad. it. di Alessandro Serra, La sinistra divina, Feltrinelli, Milano 1986.
- Amérique, Grasset & Fasquelle, Paris 1986;
  - trad. it. di Laura Guarino, L'America, Feltrinelli, Milano 1987;
  - trad. it. di Laura Guarino, America, SE, Milano 2000, rist. 2016.
- L'Autre par lui-même: Habilitation, Galilée, Paris 1987;
  - trad. it. di Maria Teresa Carbone, L'altro visto da sé, costa & nolan, Genova 1992.
- La sparizione dell'arte, Politi, (1988)
- Cool memories. Diari 1980-1990, SugarCo, (1991)
- La Transparence du mal: Essai sur les phénomènes extrêmes, Galilée, Paris 1990;
  - trad. it. di Francesco Marsciani, La trasparenza del male. Saggio sui fenomeni estremi, SugarCo, Milano 1991.
- La guerre du Golfe n'a pas eu lieu, Parigi, Galilée, 1991
  - Trad. parz. Guerra virtuale e guerra reale. Riflessioni sul conflitto del Golfo (con Mario Perniola e Carlo Formenti), Mimesis, (1991)
- L'Illusion de la fin, ou la grève des événements, Galilée, Paris 1992;
  - trad. it. di Alessandro Serra, L'illusione della fine, o Lo sciopero degli eventi, Anabasi, Milano 1993.
- Il sogno della merce, Lupetti, (1995)
- Le Crime parfait, Galilée, Paris 1995;
  - ed. it. a cura di Gabriele Piana, Il delitto perfetto. La televisione ha ucciso la realtà?, Raffaello Cortina, Milano 1996.
- Cyberfilosofie. Fantascienza, antropologia e nuove tecnologie, Mimesis, (1999)
- Illusione, disillusione estetiche. Il complotto dell'arte, Pagine d'arte, (1999)
- Lo scambio impossibile, Prefazione di Enrico Baj, traduzione di Luisa Saraval, Asterios, Trieste, (2000), ISBN 978-8895146-40-9
- (con Caffentzis George e Brecher Jeremy) La guerra dei mondi. Scenari d'Occidente dopo le Twin towers, DeriveApprodi, (2002)
- Parole chiave, Armando, (2002)
- È l'oggetto che vi pensa, Pagine d'arte, (2003)
- avec Jean Nouvel, Les Objet singuliers. Architecture et philosophie, Calmann-Lévy, Paris 2000;  
  - con Jean Nouvel, Architettura e nulla. Oggetti singolari, Electa, Milano 2003.
- L'Esprit du terrorisme, in «Le Monde», 3 novembre 2001; n. ed. Galilée, Paris 2002;
  - trad. it. di Alessandro Serra, Lo spirito del terrorismo, Raffaello Cortina, Milano 2002.
- Power Inferno: Requiem pour les Twin Towers; Hypothèse sur le terrorisme; La violence du Mondial, Galilée, Paris 2002;
  - trad. it. di Alessandro Serra, Power inferno: Requiem per le Twin Towers. Ipotesi sul terrorismo. La violenza globale, Raffaello Cortina, Milano, 2003.
- (con Edgar Morin) La violenza del mondo. La situazione dopo l'11 settembre, Ibis, (2004)
- Violenza del virtuale e realtà integrale, Le Monnier 2005
- Patafisica e arte del vedere, Giunti, (2006)
- Il patto di lucidità o l'intelligenza del male, Raffaello Cortina (2006)
- L'illusione dell'immortalità, Armando, (2007)
- Pourquoi tout n'a-t-il déja disparu?, L'Herne, Paris 2007;
  - trad. it. di David Santoro, Perché non è già tutto scomparso?, Castelvecchi, Roma 2013.
- L'agonia del potere, traduzione di Marcello Serra, introduzione di Jorge Lozano, postfazione di Alberto Abruzzese, Milano, Mimesis, 2008.

### Saggi e articoli
- "Design e Dasein", in Agalma n. 1, giugno 2000, pp. 11–20.